# Anja Fleischer
Anja Fleischer (* 21. Mai 1979) ist eine ehemalige deutsche Fußballspielerin.

## Karriere
Fleischer gehörte im Alter von 20 Jahren der ersten Mannschaft des 1. FC Nürnberg an. Bei der Bundesliga-Premiere ihres Vereins – als Meister der Bayernliga 1999 in diese Spielklasse aufgestiegen – kam sie in der Saison 1999/2000 zum Einsatz. Ihr Verein stieg am Saisonende auf Platz 12 von zwölf Mannschaften in die Bayernliga ab.
Im weiteren Verlauf trat sie von 2008 bis 2011 für den 1. FC Lokomotive Leipzig in der Gruppe Nord der seinerzeit zweigleisigen 2. Bundesliga in Erscheinung. Für den Verein bestritt sie am 13. September 2009 und am 14. Oktober 2009 die Begegnungen mit dem 1. FC Lübars und der SG Lütgendortmund in der 1. und 2. Runde des DFB-Pokal-Wettbewerbs.
In der Saison 2013/14 spielte sie für den Heidenauer SV in der Kreisoberliga Dresden. Später gehörte sie dem in einer Freizeitliga spielenden VfL Pirna-Copitz an.  